# Schalkenmehren

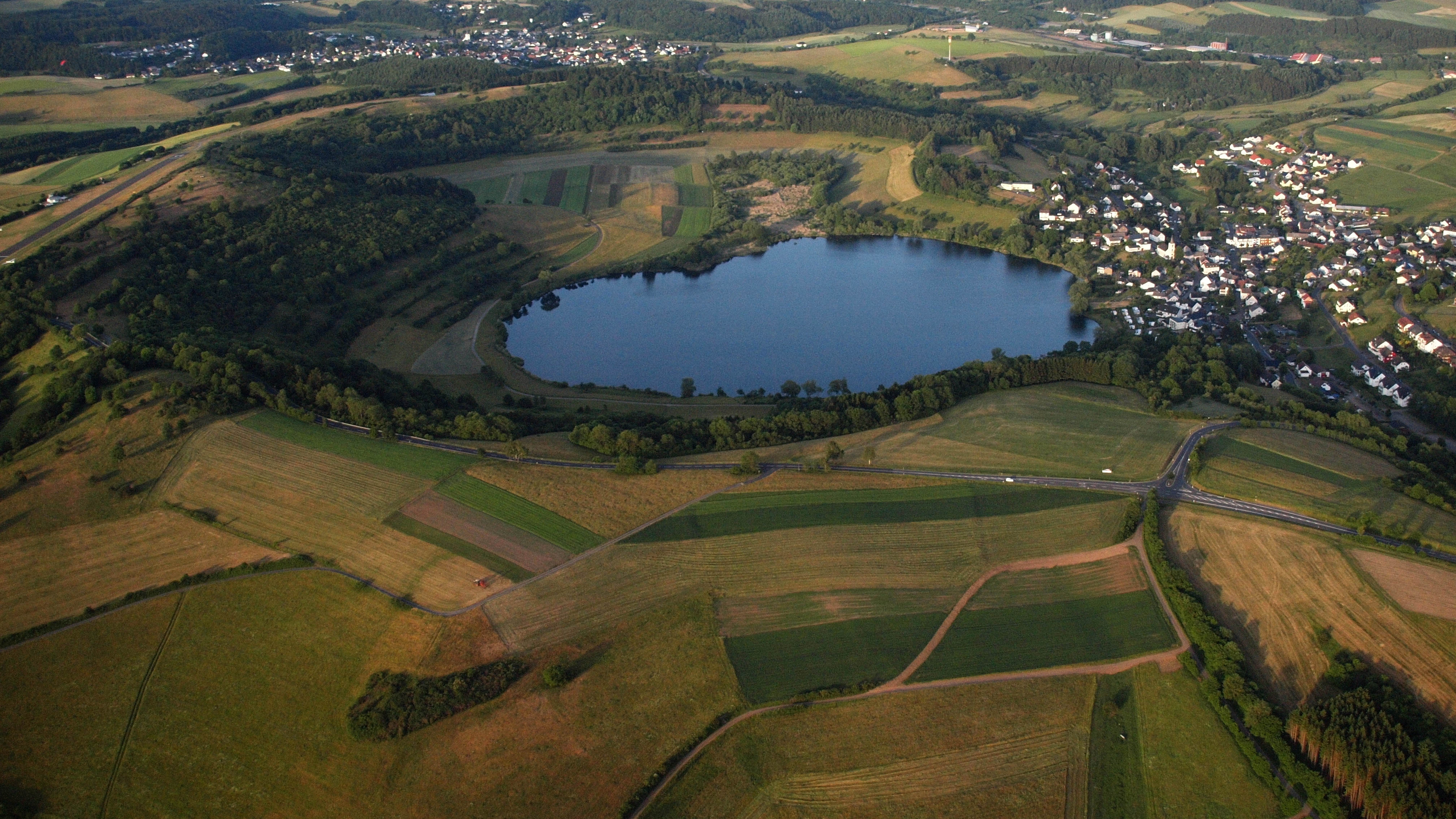
Schalkenmehren am gleichnamigen Maar, Luftaufnahme (2015)

Schalkenmehren ist eine Ortsgemeinde im Landkreis Vulkaneifel in Rheinland-Pfalz. Sie gehört der Verbandsgemeinde Daun an. Schalkenmehren ist ein staatlich anerkannter Erholungsort.

## Geographie
Die Gemeinde Schalkenmehren liegt in der Vulkaneifel rund 4 km (Luftlinie) südsüdöstlich von Daun am Nordostfuß des Hohen List. Mehrere Vulkanseen, wie das Schalkenmehrener Maar, das Weinfelder Maar und das Gemündener Maar, liegen ebenso auf der Gemarkung wie das Skigebiet (mit Lift) am Mäuseberg.
Das Schalkenmehrener Maar ist ein beliebter Badesee.
Zu Schalkenmehren gehören auch die Wohnplätze Altburg, Bahnhof, Barninerhof, Bintener Hof, Ehemaliges Flakhaus, Observatorium Hoher List, Schalkenmehrener Mühle und Wohnmobilplatz.

## Geschichte
Die erste Erwähnung der Gemeinde war am 25. November 1287 in einer für das Kloster Himmerod ausgestellten Urkunde.
Bis zum Ende des 18. Jahrhunderts gehörte Schalkenmehren landesherrlich zum Kurfürstentum Trier und stand unter der Verwaltung und der Gerichtsbarkeit des Amtes Daun. Schalkenmehren war Sitz einer Zenterei. Kirchlich gehörte Schalkenmehren zum Erzbistum Köln.
Im Jahr 1794 wurde das Linke Rheinufer im ersten Koalitionskrieg von französischen Revolutionstruppen besetzt. Von 1798 bis 1814 gehörte Schalkenmehren zum Kanton Daun im Saardepartement.
Auf dem Wiener Kongress (1815) kam die Region an das Königreich Preußen, Schalkenmehren wurde 1816 dem neu errichteten Kreis Daun im Regierungsbezirk Trier zugeordnet und von der Bürgermeisterei Daun verwaltet.
Nach dem Zweiten Weltkrieg wurde die Gemeinde Schalkenmehren innerhalb der französischen Besatzungszone Teil des damals neu gebildeten Landes Rheinland-Pfalz.

### Heimweberei-Genossenschaft
Im Jahre 1920 kam die junge Lehrerin Anna Droste-Lehnert in das Eifeldorf. Ihr fiel auf, dass die Eifelbauern sehr arm waren, aber sehr schöne Stoffe weben konnten, das sogenannte „Maartuch“. Mit Freunden aus der Wandervogelbewegung überzeugte sie die Bevölkerung, mit ihr zusammen eine Genossenschaft zu gründen. 1926 schlossen sich 19 Schalkenmehrener Bürger zur Heimweberei-Genossenschaft Schalkenmehren e.G. zusammen. Die Bauern webten, die Bäuerinnen schneiderten und die Genossenschaft vermarktete die Produkte. Frau Droste-Lehnert entwarf auch neue Muster für die Weber. In den 1930er Jahren war die Genossenschaft sehr erfolgreich, bewährte sich aber auch in der schwierigen Nachkriegszeit.
In den 1970er Jahren wurde über die Genossenschaft ein Beitrag in der Sendung mit der Maus gedreht. Nachdem es immer weniger Bauern im Ort gab und noch weniger aktive Weber, wurde die Genossenschaft 1983 aufgelöst.
Aktive Bürgerinnen der Gemeinde Schalkenmehren gründeten später das Heimweberei-Museum Schalkenmehren, in dem die Geschichte der Heimweberei-Genossenschaft dargestellt ist, und betreiben es ehrenamtlich.

### Bevölkerungsentwicklung
Die Entwicklung der Einwohnerzahl von Schalkenmehren, die Werte von 1871 bis 1987 beruhen auf Volkszählungen:
| Jahr | Einwohner |
| ---- | --------- |
| 1815 | 269       |
| 1835 | 369       |
| 1871 | 371       |
| 1905 | 360       |
| 1939 | 434       |
| 1950 | 447       |
| 1961 | 482       |

| Jahr | Einwohner |
| ---- | --------- |
| 1970 | 535       |
| 1987 | 471       |
| 1997 | 544       |
| 2005 | 615       |
| 2011 | 597       |
| 2017 | 569       |
| 2023 | 635       |

## Politik

### Bürgermeister
Peter Hartogh wurde am 28. April 2017 Ortsbürgermeister von Schalkenmehren, nachdem er die Amtsgeschäfte bereits als Beigeordneter seit November 2016 geführt hatte. Bei der Direktwahl am 26. Mai 2019 wurde er mit einem Stimmenanteil von 84,75 % für weitere fünf Jahre in seinem Amt bestätigt. Er wurde im Juni 2024 wiedergewählt.
Hartoghs Vorgänger Hans-Günter Schommers hatte nach zwölf Jahren im Amt zum 1. November 2016 seinen Rücktritt erklärt.

## Wirtschaft und Infrastruktur
Schalkenmehren hat einen kleinen Flugplatz für Motor- und Segelflugzeuge, eine Sternwarte, die zur Universität Bonn gehört, und das Heimweberei-Museum Schalkenmehren.
Mit dem Gründungsdatum 11. November 1868 ist das Hotel Schneider am Maar die traditionsreichste Gaststätte, welche mittlerweile in der sechsten Generation von der Familie geführt wird.
Die Suchtklinik in der Altburg bei Schalkenmehren arbeitet seit 1991 mit einer Erfolgsquote bis zu 50 %.

Schalkenmehren
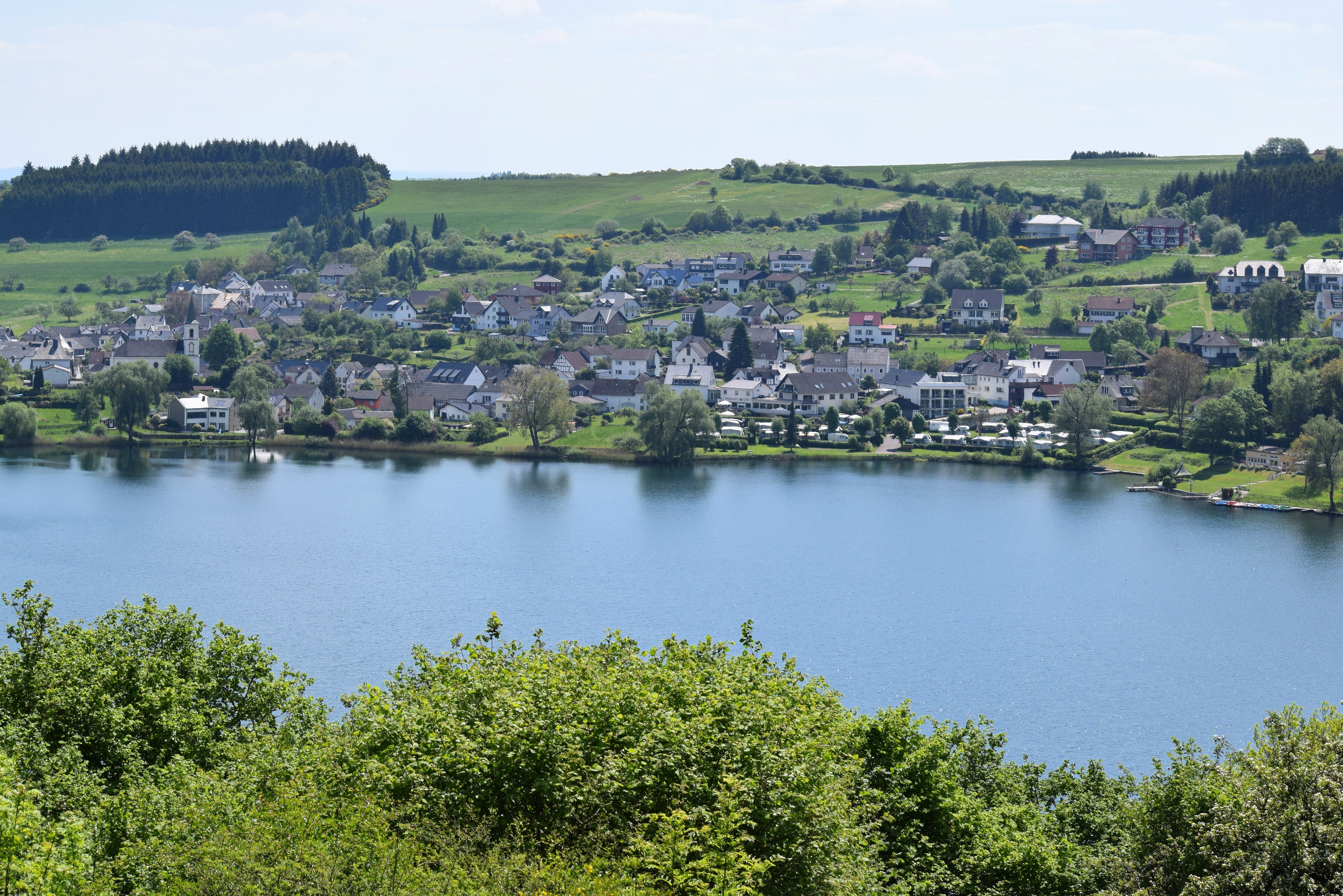
Blick auf Schalkenmehren und das Schalkenmehrener Maar
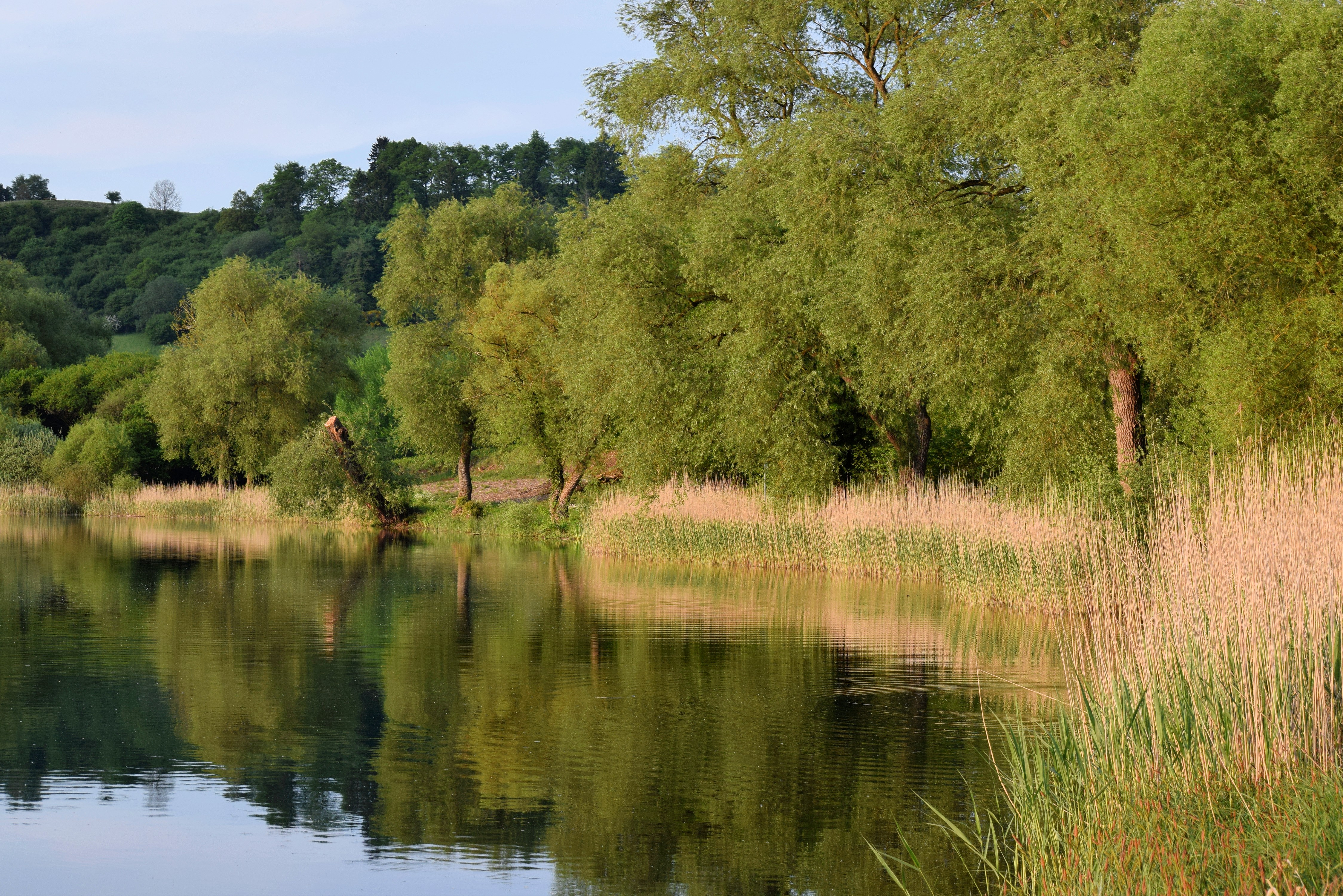
Abendstimmung am Maar
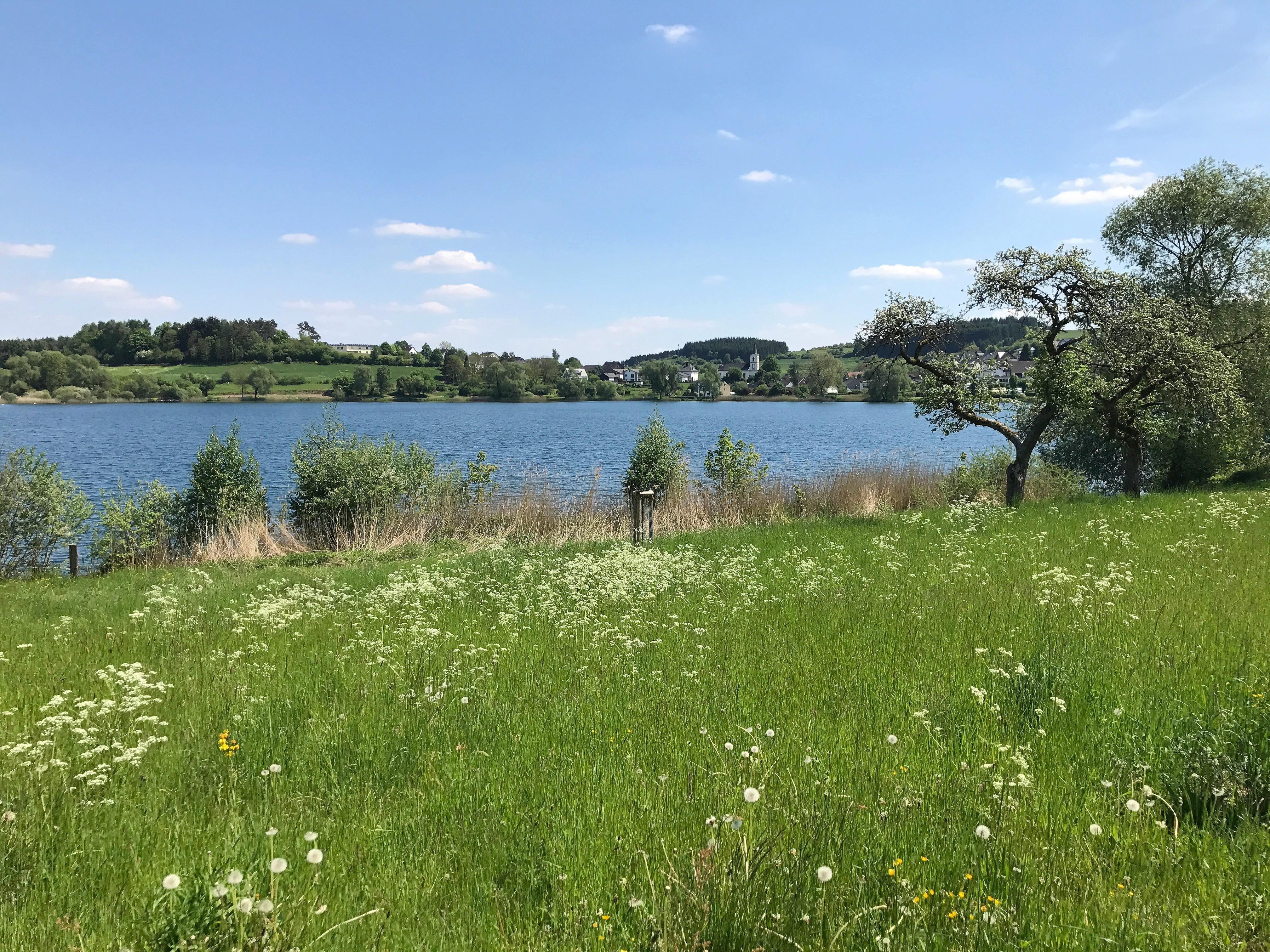
Schalkenmehren
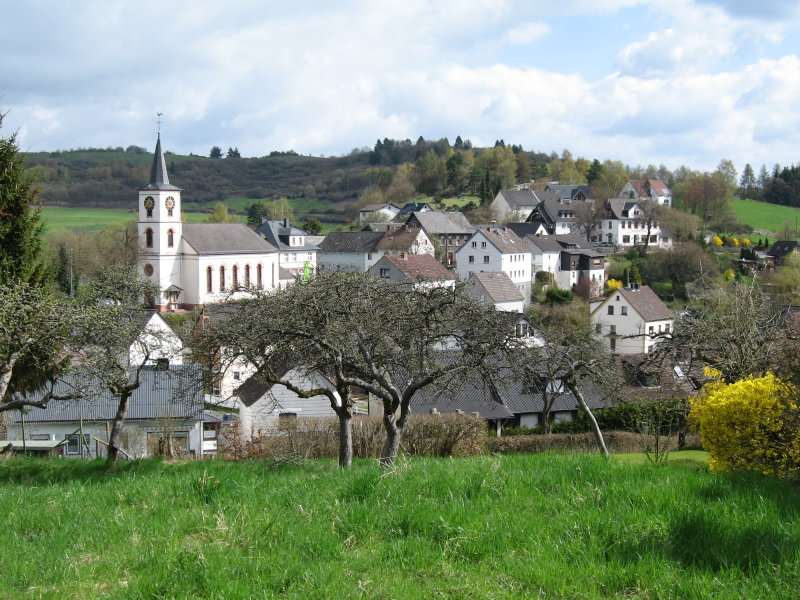
Ortskern
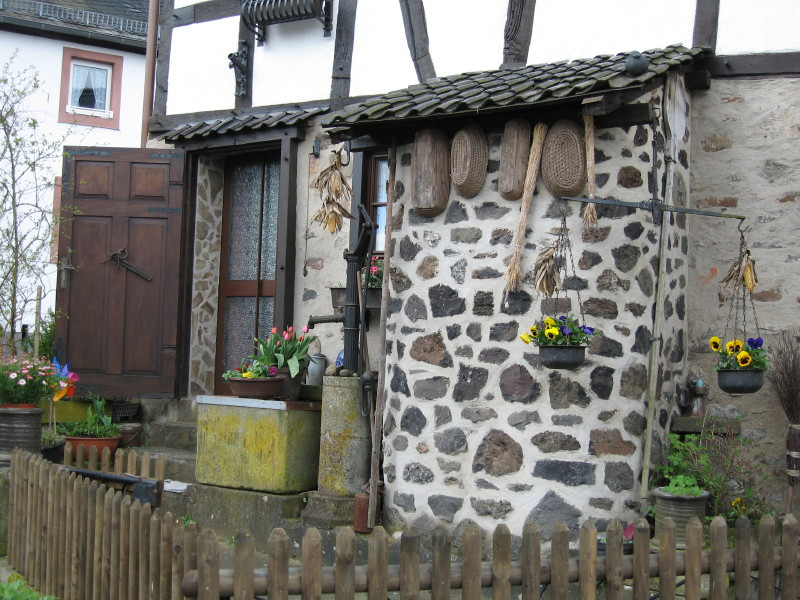
Alte Werkzeuge an einem Bauernhaus
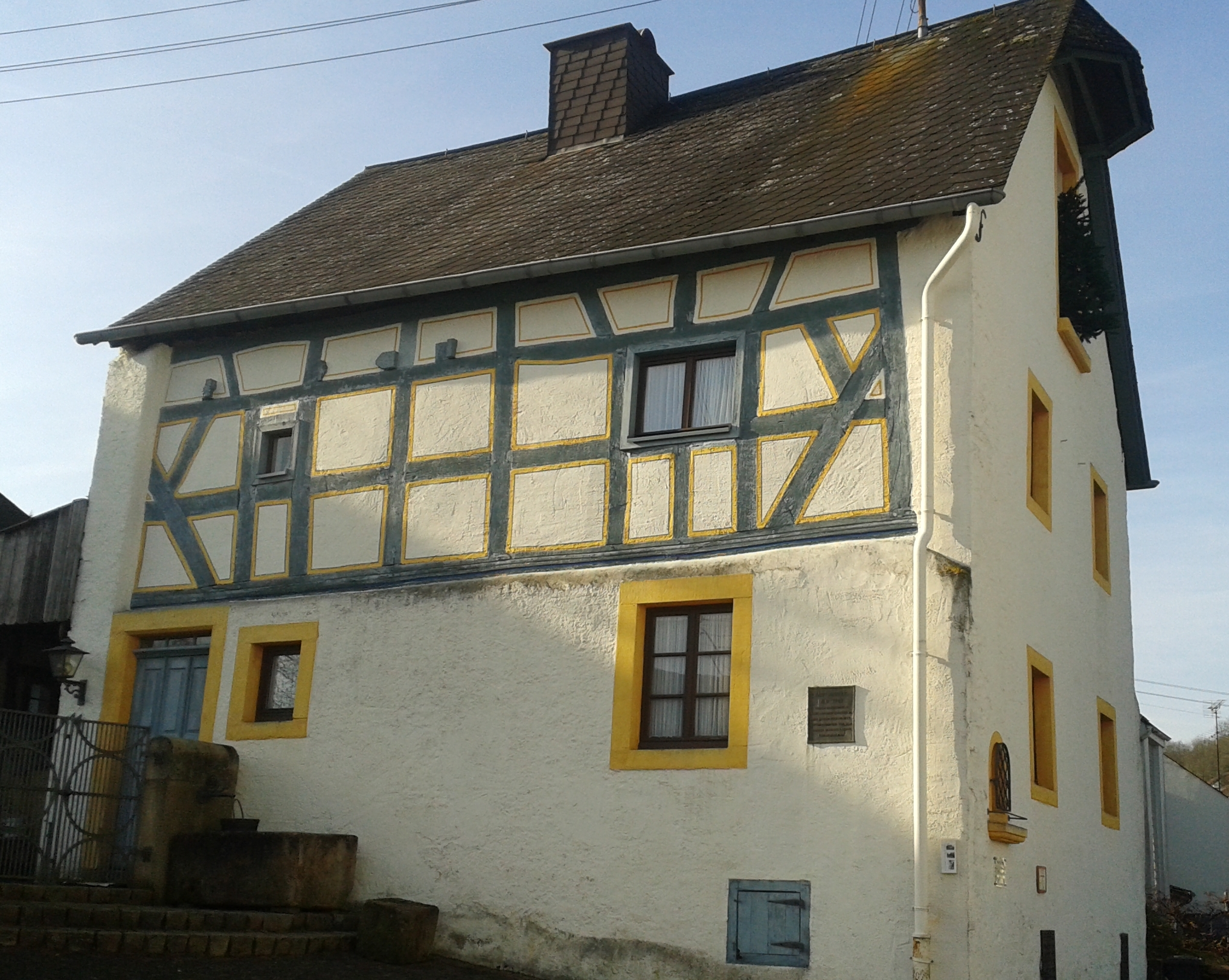
Ehemaliges Bauernhaus Haus Hinneres (1742), heute Ferienwohnungen

### Verkehr
Am 1. Dezember 1909 wurde Schalkenmehren mit der Eröffnung der Maare-Mosel-Bahn an das Schienennetz angeschlossen. Seit dem 29. Mai 1988 ist Schalkenmehren nicht mehr mit dem Zug zu erreichen. Auf der ehemaligen Bahntrasse verläuft jetzt der Maare-Mosel-Radweg.